# Juventino Muhammad Sadiq
Juventino Muhammad Sadiq (en árabe, صادق محمد جوفنتينو Buga, 1944-Bogotá, 22 de mayo de 2021) cuyo nombre original es Juventino Martínez Moncayo, fue un médico psiquiatra, comunicador social y activista colombiano de origen antioqueño. 

## Biografía
Nacido en el seno de una familia católica terminó sus estudios de formación básica en 1961 en el Colegio Académico de su natal Buga.
Graduado de medicina con especialización en neurología de la Universidad Nacional de Colombia en 1971, durante sus años de estudios en dicha institución tomó contacto con las enseñanzas del sacerdote Camilo Torres Restrepo, ideas que lo abocaron al activismo en torno a causas como la reivindicación de la justicia social. 
Durante posteriores estudios de comunicación social tuvo conocimiento del islam mediante una cátedra de estudio de las religiones. Interesado en la fe musulmana establecería contacto con la comunidad de migrantes musulmanes de Bogotá, formada principalmente por gente de origen sirio palestino y finalmente se convertiría al islam en 1987. Debido a la barrera cultural en relación con la comunidad árabe musulmana y al poco acceso que en su momento se tenía a fuentes de jurisprudencia islámica en lengua castellana en Colombia inicia una búsqueda de dicha información en las diferentes delegaciones de países islámicos en Colombia. En medio de esa búsqueda establece contacto con la embajada de Irán y conoce las ideas del Ayatolá Jomeiní y la revolución islámica, las cuales estaban en consonancia con sus inquietudes en torno a la lucha social que había manifestado desde su juventud, lo cual lo conduce a orientarse hacia la visión chiita del islam y a trasladarse temporalmente a la ciudad de Qom a estudiar en la madrasa Ayatolah Jomeini.        
De regreso a Colombia se dedica al fortalecimiento de las nacientes comunidades chiitas en Bogotá y su integración y cooperación con la comunidad islámica sunita. Participa en la fundación de organizaciones de corte social como Sakina Iwoka (para el fortalecimiento del islam en Colombia) y la organización Al Kauzar (de carácter benéfico). Finalmente se convertirá en el vocero de medios de la mezquita del Imam Reza, mezquita formada por la comunidad iraní en Colombia, y a partir de este cargo se hace interlocutor de dicha parte de la comunidad chiita ante el gobierno, principalmente ante el ministerio del interior en el marco del consejo de iglesias y como delegado en la Fundación para el Diálogo y la Cooperación Interreligiosa. Desde dicho cargo también ha desempeñado funciones de conferenciante en diferentes espacios académicos.
En cuanto a su rol como médico ha buscado implementar la metodología de la medicina profética, la cual busca orientar parámetros de vida sana inspirados en las enseñanzas religiosas del islam, como por ejemplo pautas dietéticas o de cuidado a los enfermos.

### Como comunicador social
Se tituló como comunicador social de la Fundación Universitaria Los Libertadores en 1985, desarrollando el periodismo como asesor en temáticas relacionadas con la ciencia e historia. Ha trabajado a nivel nacional en varias cadenas radiales como Radio Santa Fe, la Radio Nacional de Colombia y Todelar Radio; a nivel internacional colaboró para la Voz de América, dándose el tránsito por dichas emisoras entre los años 1985 a 2002. Luego de su retiro de la radio se ha dedicado a difundir información de interés para la comunidad musulmana en Bogotá.